# Abraxas asignata
Abraxas asignata là một loài bướm đêm trong họ Geometridae.